# Bernard Napieralski
Bernard Józef Napieralski (* 20. Juli 1861 in Ostrów Mazowiecka; † 1897) war ein polnischer organischer Chemiker.
Napieralski studierte Chemie an den Universitäten Zürich und Basel. Er wurde 1893 in Basel bei August Bischler mit der Dissertation Über einige secundäre Diamine der Fettreihe – zur Kenntniss einer neuen Isochinolinsynthese promoviert. Die der Arbeit zugrundeliegende Reaktion trägt als Bischler-Napieralski-Reaktion bis heute seinen Namen.
Napieralski ist auf dem Warschauer Powązki-Friedhof beigesetzt.